# 岩波拓也
岩波拓也（1994年6月18日—），日本足球運動員，司職後衛，現效力日職球隊神戶勝利船，並參加2016年夏季奧林匹克運動會。

## 俱乐部生涯
1994年6月18日出生于神户市的岩波拓也从小就是神户胜利船青年队队长。
初三时就神户胜利船U-15青年队赢下日本俱乐部青年队选手权U-15组优胜，自己也获得了MVP。
曾任日本国少队队长的他率队打进世少赛八强，最后2-3惜败给巴西，更因此被荷甲豪门PSV燕豪芬看中。

## 外部連結
- 岩波拓也在Soccerway.com（英语）
- 岩波拓也在WorldFootball.net（英语）
- 岩波拓也在Soccerbase.com（英语）
- 岩波拓也在kicker（德语）
- 岩波拓也在FBref.com（英语）
- 岩波拓也在ESPN（英语）
- 岩波拓也在J.League（日语）
- 岩波拓也在FootballDatabase.eu（英语）
- 岩波拓也在Transfermarkt（英语）
- 岩波拓也在Olympedia（英语）
- 岩波拓也的Facebook專頁
- 岩波拓也的X（前Twitter）
- 岩波拓也的Instagram帳戶